# 马特里斯-迪卡马拉基比
马特里斯-迪卡马拉基比是巴西阿拉戈斯州的一个市镇。总面积330.06平方公里，总人口24656人，人口密度74.7人/平方公里。